# Calumma amber
Calumma amber este o specie de cameleoni din genul Calumma, familia Chamaeleonidae, descrisă de Christopher John Raxworthy și Ronald Archie Nussbaum în anul 2006. A fost clasificată de IUCN ca specie cu risc scăzut. Conform Catalogue of Life specia Calumma amber nu are subspecii cunoscute.